# 学校法人タイケン学園
学校法人タイケン学園（がっこうほうじんたいけんがくえん）は、東京都板橋区成増一丁目に本部を置く学校法人グループ。

## 概要
1998年の開校以来、大学、専門学校、高等学校、保育園、小学校学童クラブ、高齢者施設、社会人教育機関などを全国55拠点で展開する。複数の学校法人、社会福祉法人、財団法人により構成されている。
法人の名称は「体育」の「タイ」「健康」の「ケン」に由来し、命名されている。

## 所在地
- 東京都板橋区成増1-12-19

## 設立
- 1997年10月30日

## 理事長
- 柴岡三千夫

## グループ校・関連法人

### 大学
- 日本ウェルネススポーツ大学

### 専門学校
- 日本ウェルネススポーツ専門学校
- 日本ウェルネススポーツ専門学校新潟校
- 日本ウェルネススポーツ専門学校広島校
- 日本ウェルネススポーツ専門学校北九州校
- 日本ウェルネス歯科衛生専門学校
- 日本ペット&アニマル専門学校
- 日本ウェルネスAI・IT・保育専門学校
- 日本グローバル専門学校
- 日本グローバルビジネス専門学校

### 高等学校
- 日本ウェルネス高等学校
- 日本ウェルネス高等学校　東京キャンパス
- 日本ウェルネス高等学校　沖縄キャンパス
- 日本ウェルネス長野高等学校
- 日本ウェルネス宮城高等学校
- 日本ウェルネス高等学校茨城
- 日本ウェルネス高等学校茨城　宮城キャンパス
- 日本ウェルネス高等学校茨城　神保町キャンパス
- 日本ウェルネス高等学校茨城　坂戸学習支援センター
- 日本ウェルネス高等学校茨城　利根キャンパス
- 日本ウェルネス高等学校茨城　信州筑北キャンパス
- 日本ウェルネス高等学校茨城　名古屋キャンパス
- 日本ウェルネス高等学校茨城　広島キャンパス
- 日本ウェルネス高等学校茨城　北九州キャンパス

### 保育園・こども園
- ウェルネス保育園江刺
- ウェルネス保育園大曲
- ウェルネス保育園矢本
- ウェルネス保育園赤井
- ウェルネス保育園大崎
- ウェルネス保育園成増
- ウェルネス保育園成増第二
- ウェルネス保育園志木
- ゆめみらい保育園レイクタウン
- ウェルネス保育園東松山
- ウェルネス保育園茅ヶ崎
- ウェルネス保育園ユーカリが丘
- ウェルネス保育園佐倉
- ウェルネス保育園君津
- ウェルネス保育園一宮
- ウェルネス保育園彦根
- ウェルネス保育園京田辺
- 認定こども園ウェルネス利府

### 障害福祉施設
- ウェルネスみらい利根

### 高齢者福祉施設
- デイサービスたきみ

### 法人
- 社会福祉法人タイケン福祉会
- 社会福祉法人育誠会
- 公益財団法人日本幼少年体育協会
- 一般財団法人日本健康・スポーツ教育学会
- 一般財団法人日本幼少年英語協会

### 会社
- 株式会社タイケンキャリアカレッジ
- タイケン株式会社

## 沿革
- 1998年 日本ウェルネススポーツ専門学校 開校
- 2002年 日本ペット&アニマル専門学校 開校
- 2003年 広島ウェルネススポーツ学院 開校
- 2004年 日本ウェルネススポーツ専門学校新潟校 開校
- 2005年 ウェルネス保育園事業を開始
- 2005年 日本ウェルネススポーツ専門学校広島校 開校
- 2005年 日本ウェルネス歯科衛生専門学校 開校
- 2005年 名古屋ウェルネススポーツカレッジ 開校
- 2006年 日本ウェルネス高等学校 開校
- 2006年 日本ウェルネススポーツ専門学校北九州校 開校
- 2008年 広島児童文化専門学校 開校
- 2012年 日本ウェルネススポーツ大学 開学
- 2012年 ウェルネス保育園志木 開園
- 2013年 日本幼少年体育協会を公益法人化
- 2015年 日本ウェルネス高校信州筑北校 開校
- 2015年 ウェルネス保育園成増 開園
- 2016年 ウェルネス保育園茅ヶ崎 開園
- 2016年 ゆめみらい保育園レイクタウン 開園
- 2017年 日本ウェルネス高校沖縄校 開校
- 2017年 日本ウェルネスAI・IT・保育専門学校 開校
- 2017年 日本グローバル専門学校 開校
- 2017年 ウェルネス保育園成増第二 開園
- 2017年 ウェルネス保育園ユーカリが丘 開園
- 2017年 ウェルネス保育園佐倉 開園
- 2018年 日本ウェルネス長野高等学校 開校
- 2018年 ウェルネス保育園矢本 開園
- 2019年 日本グローバルビジネス専門学校 開校
- 2019年 ウェルネス保育園東松山 開園
- 2020年 日本ウェルネス宮城高等学校 開校
- 2020年 ウェルネス保育園赤井 開園
- 2020年 ウェルネス保育園君津 開園
- 2021年 ウェルネス保育園江刺 開園
- 2022年 日本ウェルネス高等学校茨城　開校
- 2022年 ウェルネス保育園一宮 開園
- 2022年 ウェルネス保育園彦根 開園
- 2023年 ウェルネス保育園大曲 開園
- 2023年 ウェルネス保育園大崎 開園
- 2023年 ウェルネス保育園京田辺 開園
- 2023年 ウェルネスみらい利根 開園
- 2024年 社会福祉法人育誠会たきみ 開設
- 2024年 幼保連携型認定・こども園ウェルネス利府 開園

## 関連人物
- 柴岡三千夫：理事長
- 白田美由希：カヌー競技カヤックシングル500m、アテネオリンピック準決勝7位、日本ウェルネススポーツ専門学校卒業
- 杉町マハウ：陸上競技400mハードル選手、北京オリンピック準決勝7位、リオオリンピック準決勝8位、世界選手権(2009年、2011年、2013年)出場、日本ウェルネス高等学校・日本ウェルネススポーツ大学陸上部監督
- 松本浩代：女子プロレスラー、日本ウェルネススポーツ専門学校卒業
- 奥原希望：プロバドミントン選手、リオデジャネイロオリンピック銅メダル、日本ウェルネススポーツ大学卒業
- 畑満秀：元日本カヌー協会理事・オリンピック日本代表監督（バルセロナ・アトランタ・シドニー・アテネ大会）・日本ウェルネススポーツ大学准教授
- 佐伯年詩雄：元日本ウェルネススポーツ大学教授・筑波大学名誉教授
- 中原英孝：日本ウェルネス長野高校野球部監督、元松商学園高校野球部監督（甲子園大会出場11回）
- 中野紘志：ボート選手、リオデジャネイロオリンピック出場、元学校法人タイケン学園スポーツアドバイザー、日本オリンピック委員会アスリート委員会委員
- 梶原悠未：自転車競技選手、日本ウェルネススポーツ大学専任講師、2021年東京オリンピック銀メダル、2020年世界選手権優勝
- 稲見萌寧：プロゴルファー、日本ウェルネス高等学校卒業、日本ウェルネススポーツ大学在学、2020-2021年プロツアー賞金女王、2021年東京オリンピック銀メダル、ツアー通算10勝
- 石坂友宏：プロゴルファー、日本ウェルネス高等学校卒業、日本ウェルネススポーツ大学在学、2020-2021年プロツアー賞金ランキング17位
- 臼井麗華：プロゴルファー、日本ウェルネス高等学校卒業、日本ウェルネススポーツ大学在学、2020-2021年プロツアー賞金ランキング45位
- 西郷真央：プロゴルファー、日本ウェルネススポーツ大学在学、2020-2021年プロツアー賞金ランキング4位
- 髙橋彩華：プロゴルファー、日本ウェルネススポーツ大学在学、2020-2021年プロツアー賞金ランキング11位
- 吉田優利：プロゴルファー、日本ウェルネススポーツ大学在学、2020-2021年プロツアー賞金ランキング22位、ツアー通算2勝
- 渡部健人：プロ野球選手、日本ウェルネス高等学校卒業、2020年ドラフト会議西武ライオンズ1位指名、2021年イースタンリーグ本塁打打点2冠王
- 赤羽由紘：プロ野球選手、日本ウェルネス高等学校卒業、2020年ドラフト会議ヤクルトスワローズ育成2位指名
- 速水将大：プロ野球選手、日本ウェルネス長野高等学校卒業、2021年ドラフト会議千葉ロッテマリーンズ育成2位指名
- 大内誠也：プロ野球選手、日本ウェルネス宮城高等学校、2023年ドラフト会議楽天イーグルス7位指名
- ワォーターズ璃海：プロ野球選手、日本ウェルネス高等学校、2023年ドラフト会議楽天イーグルス4位指名

## 関連書籍
- 1987年　『幼児体育 基礎編』タイケン・柴岡三千夫
- 1990年　『幼児体育指導教範』タイケン・柴岡三千夫
- 1991年　『幼児のための体操全集』タイケン・柴岡三千夫
- 2005年　『芸術・メディアの視座』タイケン・柴岡信一郎、佐藤英裕、三橋純他
- 2007年　『幼児体育 応用編』著者：タイケン・山口智之
- 2009年　『教育研究フォーラム』(タイケン学園グループ研究誌)タイケン
- 2013年　『芸術とメディアの諸相』タイケン・柴岡信一郎、李容旭明他
- 2020年　『なぜ必要か　少年工科学校の教育』タイケン・柴岡三千夫
- 2020年　『日本を変えた東京五輪1964』タイケン・佐藤鐵太郎
- 2020年　『スポーツビジネス教本2020』タイケン・柴岡信一郎
- 2021年　『東京オリンピックの足跡をたどる 1940-2020年』タイケン・柴岡信一郎

## 就職先
日本ウェルネススポーツ大学
- スポーツ関連：ダンロップスポーツウェルネス、野村不動産メガロススポーツクラブ、（株）THINKフィットネス、ジョイフルアスレチッククラブ、ホテルオークラ（スポーツジム）、（株）東京アスレチッククラブ、茨城アストロプラネッツ（プロ野球独立リーグ）、ほか多数
- スポーツ関連以外：パイオニア（株）、東京シティー信用金庫、アルソック綜合警備保障（株）、茨城トヨペット（株）、横浜日野自動車（株）、茨城県消防署、横浜市消防署、ほか多数

## 職場環境
- 教職員のキャリア形成を重視し、研修の他、資格取得費用の支援制度、ライフステージに応じた生活支援制度がある。